# غابرييل بومونت
غابرييل بومونت (بالإنجليزية: Gabrielle Beaumont)‏ هي منتجة أفلام وكاتبة سيناريو ومخرجة بريطانية، ولدت في 7 أبريل 1942 في لندن في المملكة المتحدة.

## وصلات خارجية
- غابرييل بومونت على موقع IMDb (الإنجليزية)
- غابرييل بومونت على موقع ألو سيني (الفرنسية)
- غابرييل بومونت على موقع تيرنر كلاسيك موفيز (الإنجليزية)
- غابرييل بومونت على موقع أول موفي (الإنجليزية)
- غابرييل بومونت على موقع قاعدة بيانات الأفلام السويدية (السويدية)
- غابرييل بومونت على موقع قاعدة بيانات الفيلم (الإنجليزية)
- غابرييل بومونت على موقع كينوبويسك (الروسية)